# ديفيد وارد (لاعب دوري الرغبي)
ديفيد وارد (بالإنجليزية: David Ward)‏ هو لاعب دوري الرغبي بريطاني، ولد في 16 ديسمبر 1953 في Morley, West Yorkshire ‏ في المملكة المتحدة.